# 행천궁

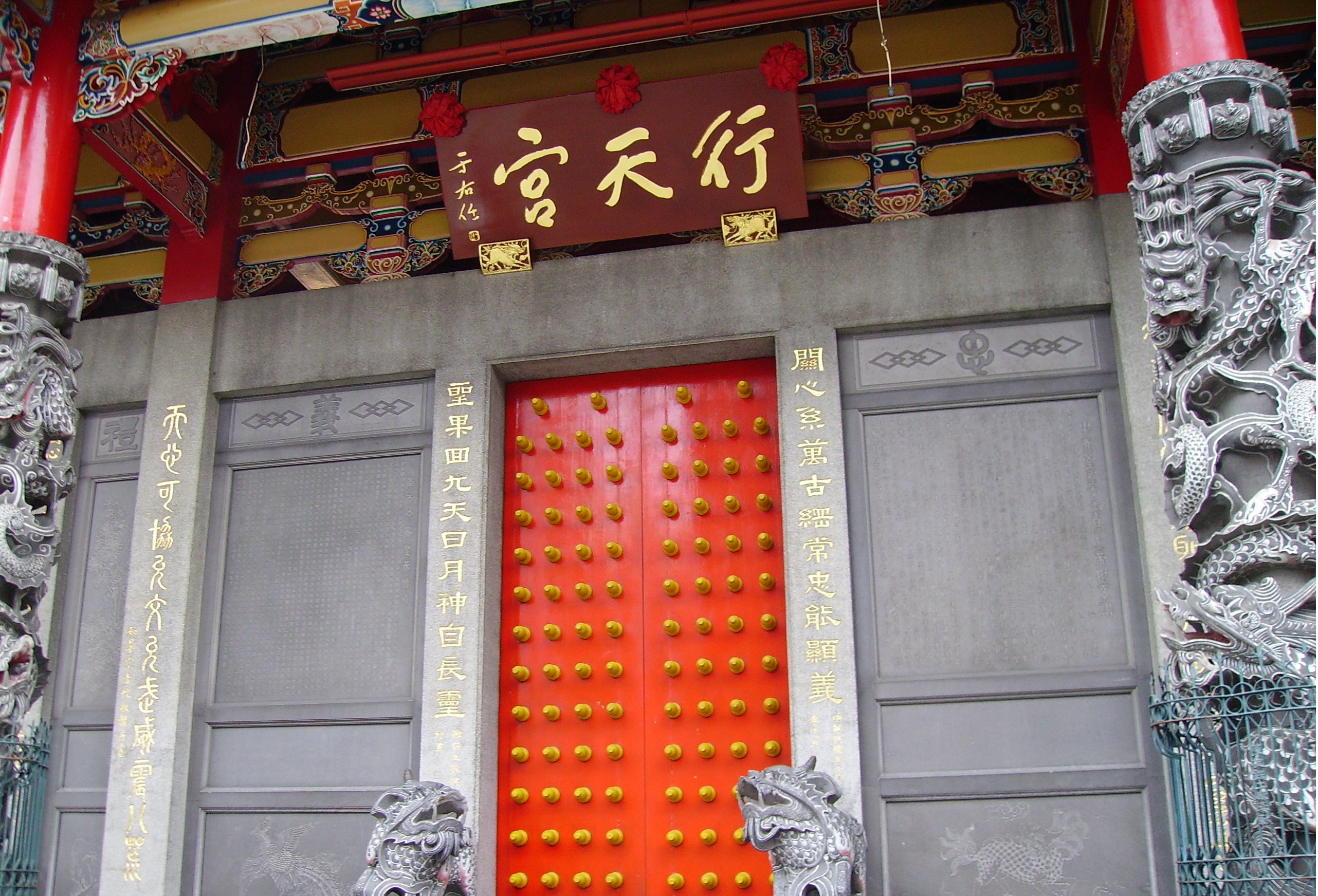
행천궁

행천궁(중국어: 行天宮)은 타이완 타이베이시 중산 구에 있는 사원이다. 관우를 모시고 있다. 입장료는 무료이다. 연중 무휴이며, 04:00~22:30까지 개방한다.

## 역사
1967년에 건립되었다. 2017년 대기 오염 감소 노력의 일환으로 이 절에서는 향을 태우는 것이 금지된 최초의 절이 되었다.

## 같이 보기
- 도교
- 방카 룽산사
- 즈난궁